# Біллі Бондс
Біллі Бондс (англ. Billy Bonds, нар. 17 вересня 1946, Вулвіч) — англійський футболіст, що грав на позиціях захисника і півзахисника, а згодом тренер.
Майже все футбольне життя Бондса було пов'язане з клубом «Вест Гем Юнайтед», за який він провів рекордні 663 матчі в чемпіонаті Англії, а також команду якого очолював протягом чотирьох сезонів як головний тренер.
Кавалер Ордену Британської Імперії (1988).

## Ігрова кар'єра
У дорослому футболі дебютував 1964 року виступами за команду клубу «Чарльтон Атлетик», в якій провів три сезони. Попри юний вік відразу став гравцем основного складу і взяв участь у 95 матчах чемпіонату за «Чарльтон». 
У травні 1967 року Рон Грінвуд, головний тренер «Вест Гем Юнайтед», запросив Бондса до свого клубу, який сплатив за трансфер гравця 50 тисяч фунтів стерлінгів. У новій команді відразу став безальтернативним основним правим захисником і виходив на поле у 124 іграх чемпіонату поспіль, доки у жовтні 1970 року не отримав травму, яка змусила його на певний час залишитися поза грою. У сезоні 1970/71 Бондса було переведено до півзахисту команди, де він протягом наступних років складав пару Тревору Брукінгу. 
Попри здебільшого захисні функції на полі в сезоні 1973/74 років Бондс спромігся стати найкращим бомбардиром «молотів», забивши за сезон 13 голів, включаючи хет-трик у ворота «Челсі». Навесні 1974 року «Вест Гем» залишила жива легенда клубу і капітан його команди Боббі Мур, після чого саме Бондс надів капітанську пов'язку. На момент переходу з «Вест Гема» Боббі Мур мав неймовірний результат у 544 матчі англійського чемпіонату, проведених за цю команду, який, здавалося, не може бути перевершений. Проте саме його багаторічному партнеру на полі Біллі Бондсу це вдалося — він перевершив цю позначку в сезоні 1982/83. 
У травні 1984 року офіційно оголосив про завершення ігрової кар'єри, передавши капітанську пов'язку Елвіну Мартіну. Проте вже наступного сезону 1984/85 погодився допомогти «Вест Гему» вийти зі скрутного становища, в яке команда потрапила через травми низки ключових гравців, і знову почав з'являтися на полі, провівши загалом того сезону 26 матчів у різних турнірах. Вимушене повернення до гри дозволило гравцеві передивитися своє рішення про завершення кар'єри і він продовжив грати аж до сезону 1987/88 років, коли чергова травма остаточно змусила його припинити виступи на футбольному полі. Його останньою грою був матч проти «Саутгемптона», який відбувся у квітні 1988 року, коли Біллі Бондсу було 41 рік і 226 днів.
Протягом кар'єри у«Вест Гем Юнайтед», що тривла понад двадцять років, взяв участь у рекордних для клубу 793 офіційних іграх, включаючи 663 матчі чемпіонату Англії.

## Кар'єра тренера
Завершивши ігрову кар'єру 1988 року залишився у «Вест Гем Юнайтед» як тренер молодіжної команди. Коли наступного року головна команда «Вест Гема» втратила місце у найвищому англійського дивізіоні, що спричинило відставку її головного тренера Джона Лаєлла, Бондс пропонував свою кандидатуру на цю посаду, проте йому було відмовлено. Однак наступний головний тренер команди Лу Макарі пропрацював з нею лише сім місяців, після чого Бондс усе ж отримав можливість стати головним тренером «молотів». Був призначений у лютому 1990 року, а вже за результатами свого першого повного сезону роботи з командою (1990/91) повернув її до Першого дивізіону Футбольної ліги, на той час елітного дивізіону англійського футболу. Проте у сезоні 1991/92 втриматися в еліті «Вест Гему» Бондса не вдалося — команда фінішувала на останньому місці у турнірній таблиці і знову опинилася у Другому дивізіоні. Попри цю невдачу керівництво клубу продовжувало вірити в головного тренера, і він виправдав сподівання, спочатку з першої ж спроби у сезоні 1992/93 повернувши команди до найвищої англійської ліги (на той час вже Прем'єр-ліги), а в сезоні 1993/94 закріпившись там, посівши 13 місце серед 22 команд. Попри це напередодні наступного сезону, у серпні 1994 року, Бондс пішов у відставку.
Згодом обіймав тренерські позиції у «Квінз Парк Рейнджерс» і «Редінгу», а у травні 1997 року повернувся до роботи головного тренера, очоливши тренерський штаб друголігового «Міллволла». Пропрацював з цією командою лише до наступного року, коли був  звільнений через незадовільні результати.

## Досягнення
- Володар Кубка Англії (2):

«Вест Гем Юнайтед»: 1974-75, 1979-80
- Переможець Другого дивізіону (1):

«Вест Гем Юнайтед»: 1980-81

## Нагороди
- — Кавалер Ордену Британської Імперії (1988)